# 趙丹
趙丹（チャオ・タン、1915年6月27日 - 1980年10月10日）は、中国人俳優。本名は趙鳳翺。
芸術の魅力を持っている人物の形象を演じた。豊かな激情、人物の心理を演じることに優れていた。李時珍、林則徐、聶耳、許雲峰（「在烈火中永生」の主人公）の芸術的な人物形象は、国内外の観衆の賞賛を受けた。

## 経歴
原籍は山東肥城。揚州に生まれた後、南通に住む。幼時から父親が経営していた影劇院で映画と戯劇に接した。長ずるに連れてますます演劇にのめり込み、同級生たちと「小小劇社」を組織したほどである。
少年時代、田漢の“南国社”、“モダン社”などの影響を受けた。
1931年、上海美術専門学校在学中、「拓声劇団」や「美専劇団」にも参加した。同時に、左翼戯劇家聯盟にも入り，工場や学校を訪れ、抗日救亡をテーマとした「乱鐘」「決心」「ＳＯＳ」「月亮上昇」などを演じた。
1932年、明星影片公司に入り、《琵琶春怨》（1933年）をはじめ、「時代的児女」「到西北去」「上海二十四小時」「郷愁」「女児経」「熱血忠魂」「清明時節」「小玲子」「十字路」《中華児女》（1939年）など30本近い映画に出演した。なかでも《十字街頭》の失業大学生と《馬路天使》の吹鼓手は見事なものであった。この2作品は1930年代の中国映画の中で、代表的作品とされている。
また、このころ、新地劇社や上海業余劇人協会に入り、労働者や学生に向かって抗日救亡の割を演じた。と同時に「娜拉（ノラ）」「大雷雨」「羅密欧与朱麗葉（ロミオとジュリエット）」などにも出演している。
1936年に葉露茜と結婚した。趙は1939年6月に新疆で戯劇運動を推進している最中、軍閥の盛世才の迫害に遭って、徐韜、王為一らとともに5年入獄されていたが、そのときに趙が殺害されたと誤認した妻は劇作家の杜宣と再婚してしまった。
1937年の盧溝橋事件の後、趙丹は直ちに抗日戦争の名作《保衛盧溝橋》の公演に参加し、それから“抗日救国演劇三隊”に身を投じた。 抗日戦争初期の武漢は、その当時、国民政府軍事委員会政治部の副主任の周恩来が担当しており、抗日救国演劇隊10隊全部のメンバーに動員をかけ、彼らは知りあい、初対面で意気投合した。趙丹は周恩来が手配した任務を受け入れ、全力で慈善献金活動の公演に向った。それ以降、周恩来はよく人々にこう言った。「私と丹君は友人だ！」趙丹もよく、「一生尊敬する人は誰でもない、周恩来です！」と言っていた。抗日救国演劇隊は、周恩来、陽翰笙の指導の下、転々として重慶までやって来た。趙丹は重慶で《全民総動員》、《上海屋檐下》、《阿Ｑ正伝》などの新劇を公演し、周恩来はいつも趙丹の公演を見に行った。

### 戦後
1945年、彼は解放され、上海に戻った。崑崙影業公司任に入り、《遥遠的愛》、《幸福狂想曲》、《関不住的春光》、《麗人行》などに出演。崑崙影業公司は民営の映画会社で、1946年5月、中国共産党地下組織の指導下に結成され、1930年代と抗日時期に中国共産党の指導で作られた革命的映画の伝統を継承し発揚した。
彼は1948年に女優・黄宗英と結婚。
中日戦争の後、趙は反国民党のドラマコメディ作品《烏鴉与麻雀》（1949年、邦題：『からすとすずめ』）などの映画で、鄭君里監督と創造的な関係を始めた。
趙は1949年の共産党の勝利に続いて本土に留まり、1950年代から1960年代にかけて《聶耳》、《林則徐》（鄭君里監督）、李志善監督の歴史的な人物像を描いた伝記映画を作り続けた。
趙は1957年に中国共産党に加わった。同年、文化部より1949～1955年度優秀影片評賞の最優秀賞を与えられた。この頃の作品に、《武訓伝》、《李時珍》、《林則徐》、《聶耳》、《青山恋》、《在烈火中永生》等がある。
文化大革命の際に、江青の俳優時代を知っているという理由だけで迫害され、5年間投獄された。日本の女優高峰秀子は、ことある都度に知己を通じ「趙丹は元気にしているか」と呼び掛け続けて処刑に至ることを阻んだ。
1980年に北京で膵臓癌で死亡。

## 出演した映画
- 《琵琶春怨》（1933年）
- 《中華児女》（1939年）
- 《十字街頭》（1937年） - 監督：沈西苓、音楽：賀緑汀
- 《馬路天使》（1937年7月24日, 『街角の天使』） - 87分。監督・脚本：袁牧之。趙丹、趙慧深、周璇、魏鶴齢が出演。音楽は賀緑汀。フランク・ボーゼイギ監督の『第七天国』（1927年）の影響が垣間見える作品。賈樟柯に「演出と編集」の極みと評された。
- 《遥遠的愛》（1947年） - 監督：陳鯉庭。120分。共演：秦怡。
- 《幸福狂想曲》（1947年） - 監督：陳鯉庭
- 《衣錦栄帰》（1947年） - 監督：趙丹。86分。出演：顧而已，談瑛，徐佐雯，李芳菲，孫侠，張雁。
- 《関不住的春光》（1948年） - 監督：王為一、徐韜。99分。共演：徐韜、王為一、王人美、中叔皇、王竜基。
- 《麗人行》（1949年） - 監督：陳鯉庭。出演：趙丹，黄宗英，沙莉，上官雲珠，張翼，藍馬。
- 《烏鴉与麻雀》（1949年,『からすとすずめ』） - 監督：鄭君里。出演：趙丹，呉茵，上官雲珠，魏鶴齢。
- 《武訓伝》（1950年, 『武訓伝』） - 監督：孫瑜。共演：黄宗英，周伯勲，張翼。毛沢東が批判運動を引き起こして、社会に大きな議論を巻き起こした。中華人民共和国最初の上演禁止映画である。文化大革命後、胡喬木を中心として評価の見直しが進められ、1985年9月6日の『人民日報』で再評価がなされた。
- 《李時珍》（1956年, 『李時珍』） - 監督：沈浮。103分。
- 《林則徐》（1959年, 『林則徐』） - 監督：鄭君里、岑範。103分。
- 《聶耳》（1959年） - 監督：鄭君里。
- 《青山恋》（1964年） - 監督：趙丹、徐韜、銭千里。出演：趙丹、高博、祝希娟、黄達亮。
- 《在烈火中永生》（1965年） - 監督：水華。138分。共演：于藍。

## 参考
- 佐藤忠男『中国映画の100年』（二玄社、2006年7月）
- 川瀬健一「第八章　台湾で戦後上映された映画：1945（民国34）年～1949（民国38）年」 - 梁蘊嫻編『東アジアにおけるトランスナショナルな文化の伝播・交流―メディアを中心に―　日本学研究叢書　第22号』延広真治、梁蘊嫻、石川隆男、佐藤卓己、山本陽史、李賢晙、廖秀娟、川瀬健一、横山詔一、林立萍、林淑璋、呉翠華、中澤一亮、王旭、勝倉仁が執筆　国立台湾大学出版中心、2016年。